# Adolf Scherer
Adolf Scherer (* 5. Mai 1938 in Priekopa; † 22. Juli 2023 in Saint-Gilles) war ein tschechoslowakischer Fußballspieler karpatendeutscher Herkunft. Er gehörte in den 1950er- und 1960er-Jahren zu den besten Stürmern der Tschechoslowakei, herausragend war vor allem seine Schusstechnik.

## Karriere

### Vereine
Er begann bei Lokomotíva Vrútky. 1957 ging er zu ČH Bratislava (Červená hviezda – Roter Stern), mit dem er 1959 tschechoslowakischer Fußballmeister  wurde. 1961/62 wurde er mit 24 Treffern Torschützenkönig.  1965 wechselte er zu Lokomotíva Košice, 1967 zu VSS Košice.
1969 bekam er die Möglichkeit, ins Ausland zu wechseln, und ging zu Olympique Nîmes. Nach vier Jahren kehrte er in die Tschechoslowakei zurück und spielte für Strojárne Martin. Dort blieb er es aber nur ein halbes Jahr. Von Olympique Nimes wurde er 1973 zu einem Testspiel eingeladen und blieb anschließend in Frankreich. 1975 beendete Scherer bei Olympique Avignon seine Karriere. In der tschechoslowakischen Liga 1. fotbalová liga schoss Scherer 128 Tore. Wegen seiner Emigration wurde er vom kommunistischen Regime missachtet, seine Leistungen blieben ungewürdigt.

### Nationalmannschaft
Für die A-Nationalmannschaft erzielte „Dolfi“ 22 Tore in 36 Länderspielen. Er debütierte als Nationalspieler am 20. September 1958 in Bratislava beim 2:1-Sieg über die Schweizer Nationalmannschaft; mit dem Treffer zum 1:1 in der 41. Minute erzielte er sogleich sein erstes Länderspieltor.
Er zählte zum Aufgebot seines Landes sowohl bei der Fußball-Weltmeisterschaft 1958 als auch bei der Fußball-Europameisterschaft 1960. Bei der Weltmeisterschaft 1962 in Chile, bei der die Tschechoslowakei Vizeweltmeister wurde, schoss Scherer drei Tore in sechs Spielen, er traf unter anderem im Viertel- und im Halbfinale.

## Erfolge
- IFC-Sieger 1963, 1964
- Tschechoslowakischer Meister 1959 (Diesen Titel beansprucht auch Inter Bratislava für sich.)

## Privates und Tod
Am 22. Juli 2023 starb Adolf Scherer im Alter von 85 Jahren in seinem Haus in Saint-Gilles (Gard).